# Erophylla bombifrons
Erophylla bombifrons là một loài động vật có vú trong họ Dơi mũi lá, bộ Dơi. Loài này được Miller mô tả năm 1899.